# دورتموند ۵۱۹۹
سیارک ۵۱۹۹ (به انگلیسی: 5199 Dortmund، نامگذاری:1981RP2) پنج هزار و صد و نود و نهمین سیارک کشف شده‌است که در ۷ سپتامبر ۱۹۸۱ کشف شد.
قدر مطلق سیارک برابر ۱۲٫۱۰ است.